# Bartolomeu Velho
Pour les articles homonymes, voir Velho.
Bartolomeu Velho, né à Lisbonne à une date inconnue et mort à Nantes le 20 février 1568, est un cartographe et cosmographe portugais.

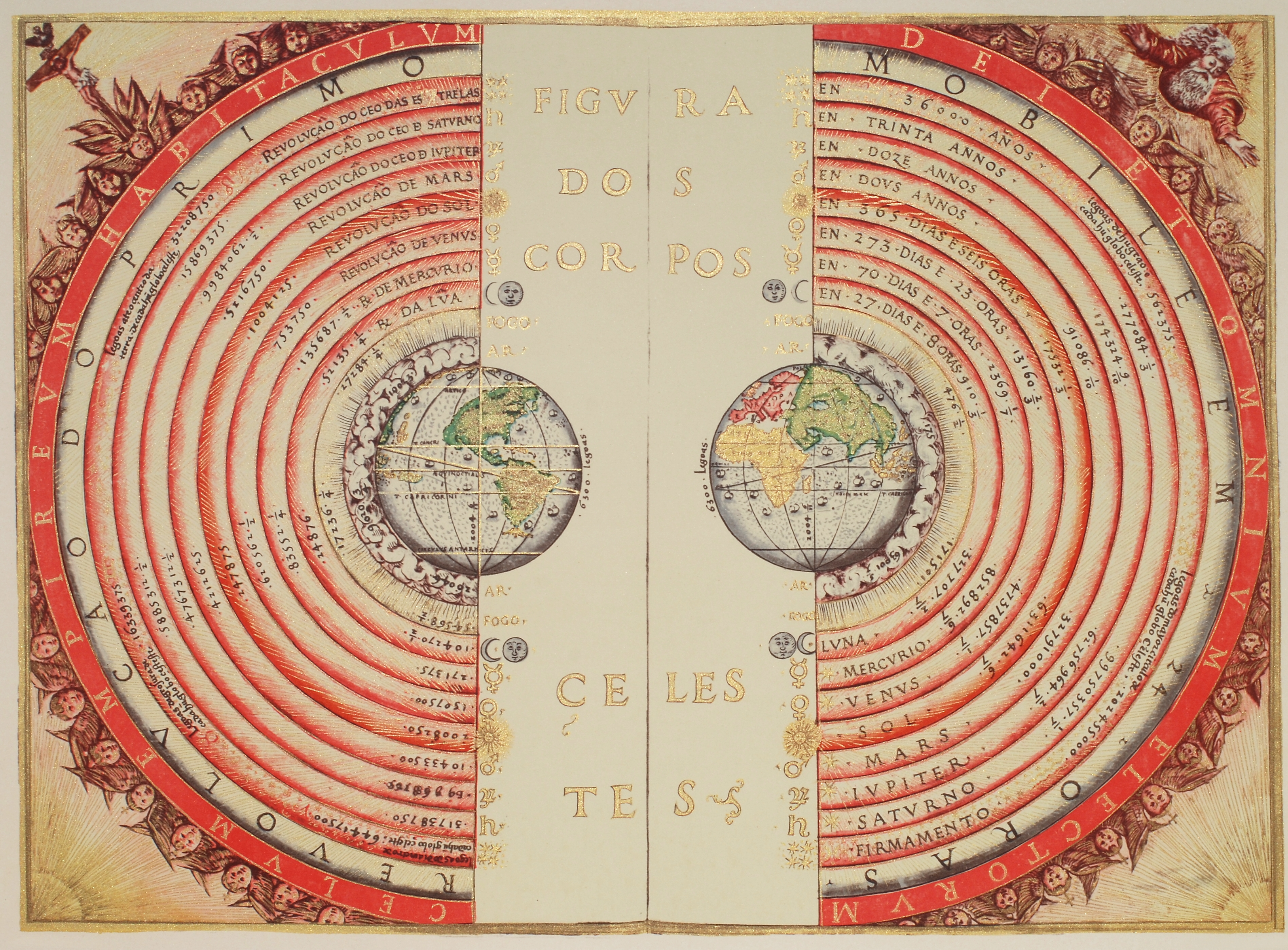
Figure des corps célestes, extrait de Cosmographia (1568).

Velho a préparé la Carte générale du monde (Carta General do Orbe) en 1561 pour Sébastien Ier de Portugal.
Vers 1567, il s'installe en France où il travaille à son traité Cosmographia, publié à Paris en 1568, année de son décès.